# Anger, Steiermark
Anger là một đô thị thuộc huyện Weiz thuộc bang Steiermark, nước Áo. Đô thị Anger, Steiermark có diện tích 1,97 km², dân số thời điểm cuối năm 2005 là 866 người.